# Palazzo Orsini (Milan)
Pour les articles homonymes, voir Orsini.
Le palais Orisini (ou Palazzo Orsini) est un bâtiment historique de Milan, situé au 11 rue Borgonuovo,. Le bâtiment tire son nom de la famille Orsini, l’une des familles princières les plus importantes de l’Italie médiévale et de la Renaissance qui a donné naissance à de nombreux condottieres et à d’autres figures politiques ou religieuses d’importance.

## Histoire et description
La famille Orsini s'installe dans le bâtiment en 1662, après avoir vécu dans l'actuelle rue Giuseppe Verdi. Le palais avait été construit, bien que non achevé, dans la seconde moitié du XVIIe siècle par les Secco-Borellas, une ancienne famille déjà importante à l'époque communale de Milan. Il est ensuite acquis par les marquis Orsini qui ont achevé les travaux. Il fut alors conçu selon le souhait de montrer ostensiblement la richesse des Orisini.
Par la suite, les propriétaires devinrent les princes Pio (plus tard Falcò-Pio) d'origine espagnole, qui le gardèrent jusqu'en 1918. On leur doit la disposition actuelle de la façade, qui remonte au milieu du XIXe siècle et qui a été conçue par Luigi Clerichetti, tandis que les cours (la principale et les deux de service, disposées symétriquement à celle-ci) remontent à la fin du XVIIe siècle et les intérieurs, achevés à la fin XVIIIe siècle, ont été réalisés par Luigi Canonica.